# Halt im Gedächtnis Jesum Christ
Halt im Gedächtnis Jesum Christ (Gardez le souvenir de Jésus-Christ) (BWV 67), est une cantate religieuse de Johann Sebastian Bach composée à Leipzig en 1724.

## Histoire et livret
La cantate est écrite pour être jouée le 16 avril 1724, premier dimanche (Quasimodo) après Pâques. Pour cette destination liturgique, une autre cantate a franchi le seuil de la postérité : la BWV 42. Elle appartient donc au premier cycle annuel de cantates que Bach composa à Leipzig après sa passion selon saint Jean. Les lectures prescrites pour ce dimanche sont tirées de la première épître de Jean, unser Glaube ist der Sieg, der die Welt überwunden hat (« Notre foi est la victoire qui a vaincu le monde » (5 : 4–10), et de évangile selon Jean, l'apparition de Jésus aux disciples, d'abord en l'absence de Thomas l'apôtre, puis en sa présence à Jérusalem, (chapitre 20 :19–31). Le poète, inconnu, commence avec un vers de la deuxième épître à Timothée, « Souviens-toi que Jésus Christ... est ressuscité des morts » (2: 8). Le poète compare Thomas au Chrétien qui doute et dont le cœur n'est pas en paix. Au milieu de la cantate se trouve le cantique de Pâques (1560) Erschienen ist der herrlich Tag (quatrième mouvement), de Nikolaus Herman (1560), louant le jour de la résurrection. En revanche, le cinquième mouvements rappelle le danger des ennemis, jusqu'à ce qu'au sixième mouvement Jésus apparaisse à ses disciples comme à Jérusalem, apportant enfin la paix. La phrase Friede sei mit euch (« Que la paix soit avec vous ») est répétée quatre fois, encadrant trois strophes d'un poème qui exprime la peur et le doute. Le choral final est la première strophe du Du Friedefürst, Herr Jesu Chris (« Toi, prince de paix, seigneur Jésus Christ ») de Jakob Ebert (1601).

## Structure et instrumentation
La cantate est écrite pour « corno da tirarsi » (un cor à coulisse que Bach utilisa durant une courte période), flûte traversière, deux hautbois d'amour, deux violons, alto, orgue continuo, avec trois solistes (alto, ténor, basse) et chœur à quatre voix.
Il y a sept mouvements :
1. chœur : Halt im Gedächtnis Jesum Christ
2. aria (ténor) : Mein Jesus ist erstanden
3. récitatif (alto) : Mein Jesu, heißest du des Todes Gift
4. choral : Erschienen ist der herrlich Tag
5. récitatif (alto) : Doch scheinet fast
6. aria (basse) : Friede sei mit euch,
7. choral : Du Friedefürst, Herr Jesu Christ

## Musique
Le chœur d'ouverture reflète le contraste de l'espérance et de la résurrection par rapport à la fois au souvenir et au doute, contraste présent tout au long de la cantate. Le choral est structuré symétriquement en sept parties commençant par une sinfonia instrumentale de tous les instruments, avec introduction par le cor d'un thème qui représente le souvenir dans une mélodie qui ressemble à l'air choral de O Lamm Gottes, unschuldig que Bach utilise ultérieurement comme cantus firmus dans l'ouverture de sa passion selon saint Matthieu. Bach fait ainsi allusion à l'idée que Jésus a souffert innocemment pour les «péchés du monde" avant de ressusciter. Dans la deuxième partie, la mélodie est chantée par la soprano, tandis que les voix basses mettent l'accent sur le mot Halt au moyen de plusieurs accords homophoniques. Dans la troisième partie, les soprano répètent la mélodie en fugue, tandis que les alto chantent simultanément un contre-sujet qui s'élève de plus d'une octave en un rapide mouvement pour illustrer la résurrection. La quatrième partie est une reprise de la sinfonia avec ajout des voix, suivi d'une variation des parties deux à quatre puis des parties cinq à sept.
L'aria pour ténor Mein Jesus ist erstanden (« mon Jésus est ressuscité ») est accompagné d'un haut-bois d'amour obbligato. Le thème est présenté à l'ouverture par le cordes puis repris plus tard par les voix, qui illustrent le mot auferstanden par une rapide montée. Le choral de Pâques Erschienen ist der herrlich Tag (« Le jour de gloire est survenu ») marque le centre de la composition. Celle-ci est symétriquement encadrée de deux récitatifs pour alto, le second étant une reprise du premier. L'idée du chanteur solo alternant avec le chœur est développée dans le mouvement suivant, l'aria de basse alternant avec le chœur Friede sei mit euch (« Que la paix soit avec toi »). Une introduction par les cordes dépeint l'attaque des ennemis en passages animés forte sur une mesure en quatre temps. John Eliot Gardiner la décrit ainsi : « une scène dramatique dans laquelle les cordes imitent une tempête pour illustrer la rage des ennemis de l'âme ». À l'opposé, la basse en tant que Vox Christi chante trois fois l'annonce de Jésus tirée du verset 19 de l'évangile, « Que la paix soit avec toi », accompagné des instruments à vent en un rythme saccadé de 3/4 indiqué piano. Julian Mincham décrit la musique comme sereine, en « un rythme doux, balançant, presque semblable à une berceuse et créant une parfaite atmosphère de paisible contemplation ». Les voix hautes du chœur (sans les basses) répondent à la musique de l'introduction, et considèrent Jésus comme une aide dans la bataille (hilft uns kämpfen und die Wut der Feinde dämpfen « Aide-nous à combattre et à endiguer la rage des ennemis »). Le salut et la réponse sont répétés deux fois encore dans deux strophes du poèmes, comme pour refléter la croissance de la lassitude du corps et de l'esprit (erquicket in uns Müden Geist und Leib zugleich), et surmontant enfin la mort (durch den Tod hindurch zu dringen). La quatrième apparition suivante du thème  « La paix soit avec toi » est accompagnée par les instruments à vent et les cordes, la paix est finalement atteinte,. Klaus Hofmann décrit le mouvement comme une « scène d'opéra » et poursuit : « Bach recourt à des moyens non conventionnels; il agit comme un dramaturge musical et ce faisant, met en valeur les éléments de contraste : il commente les paroles du fidèle avec des jeux de cordes agités et tumultueux tandis que les salutations de paix de Jésus paraissent calmes et majestueuses, insérées qu'elles sont dans les sonorités pastorales des instruments à vent ». Bach adaptera ce mouvement pour le gloria de sa messe en la majeur, BWV 234. Le choral de clôture : Du Friedefürst, Herr Jesu Christ (Toi prince de la paix, seigneur Jésus Christ) est disposé en quatre parties.

## Sources
- (en) Cet article est partiellement ou en totalité issu de l’article de Wikipédia en anglais intitulé « Halt im Gedächtnis Jesum Christ, BWV 67 » (voir la liste des auteurs).
- Gilles Cantagrel, Les cantates de J.-S. Bach, Paris, Fayard, mars 2010, 1665 p.  (ISBN 978-2-213-64434-9)